# T-64
El T-64 és un tanc de guerra dissenyat en la Unió Soviètica. Va entrar en servei a finals de la dècada dels 60. És el primer tanc a ser construït amb blindatge compost i carregador de munició automàtic, és considerat el precursor de tots els tancs moderns de la Unió Soviètica i els seus descendents com els T-80, T-84 fins i tot els T-72 i T-90.

## Història de producció
A començaments dels anys 50 els soviètics van començar a fer el disseny d'un nou tanc que reemplaçaria als pesats i ineficaços IS-3 i T-10, el projecte es va denominar object 430 el disseny del qual va estar a càrrec d'un equip d'enginyers (anomenat KB-60 M amb seu en la planta de producció de tancs N°75 a Khàrkiv) de Nijni Taguil i liderats per Aleksandr A. Morozov, els primers prototips van ser provats a Kubinka en 1958, aquest disseny tenia enginyoses innovacions: un motor dièsel supercompacte el 4TD, un sistema de transmissió de dos engranatges laterals en cada costat del motor i venia dotat d'un potent canó de 115 mm; aquests avantatges signifiquen més espai intern al tanc i la possibilitat de dotar-los de més armament i protecció.
Posteriorment es va implementar un nou sistema de càrrega automàtica de munició de tipus electre-hidràulic, aquesta innovació potencialment de risc (per la possibilitat de falla en la recàrrega o explosió de la munició) reporta beneficis: reducció en el nombre de tripulants de 4 a 3 així com reducció del pes del tanc, però a causa de l'aparició de l'eficaç canó d'origen anglès el L7 de 105 mm l'equip de Morozov va modificar radicalment el prototip, a aquest disseny se li denomina object 432 i va introduir el primer tipus de blindatge compost anomenat Combinació K que consisteix en 2 capes d'acer de gran gruix i en mig d'elles una capa d'alumini i un nou motor de 750 hp el 5DTF, finalment aquest prototip va ser llest el setembre de 1962 i la seva producció va començar l'octubre de 1963 a la planta de Khàrkiv. El 30 de desembre de 1966 va entrar en servei com el T-64.
Contra la creença general de molta gent el T-64 va ser dissenyat gairebé alhora que el T-72 i és tècnicament superior a aquell tanmateix el seu alt cost i difícil manteniment van jugar en contra de la seva adopció definitiva, es creu que aquest tanc va ser reservat per a les unitats d'elit de l'exèrcit soviètic i mai no va ser destinat a exportació. És considerat una fita dels blindats soviètics i fins i tot dels occidentals per les seves innovacions (blindatge compost, carregador automàtic).

## Descripció

### Casc
Conceptualment, l'armadura del tanc va ser dissenyada per contrarestar, dins dels angles de rumb de maniobra segura, tota la munició del canó de 105 mm de l'OTAN de principis dels anys 60 - acumulat (HEAT) i subcalibre (APDS-T).
Gràcies a l'ús d'un blindatge combinat, desenvolupat i dissenyat estructuralment per especialistes de VNII-100 i la seva branca de Moscou, per primera vegada en la pràctica mundial de construcció de tancs, es va aconseguir un nivell de protecció d'objectes caracteritzat per un equivalent d'acer de 450 mm, segons a altres fonts 500 mm (enfront de torreta, projectil acumulat), inabastable per les limitacions globals (gruix) i de massa dels paràmetres de protecció dels tancs dels anys 60, fets íntegrament amb blindatge d'acer homogeni. Així, es va assegurar una distància de no penetració de la projecció frontal del vehicle, igual a 500 m quan es disparaven obusos de 105 mm des d'un canó de tanc de l'OTAN.
El casc del tanc T-64 està soldat amb plaques de blindatge d'acer. La part frontal superior (ULD) del casc està feta d'una armadura combinada: acer - fibra de vidre - acer amb un gruix de 205 mm. L'angle de disseny del VLD (des de la vertical) és de 68 graus. La làmina frontal superior té un gruix de 80 mm d'armadura d'acer de duresa mitjana, la làmina central amb un gruix total de 105 mm està feta de làmines de fibra de vidre, s'instal·la una làmina de suport de 20 mm a l'interior del casc, també fet d'armadura d'acer de duresa mitjana. El gruix horitzontal del VLD, equivalent en durabilitat, a un projectil sabot perforant (APS) era de 333 mm, i a un projectil acumulat (KS) - 377 mm.
La torreta estava feta d'una armadura fosa de duresa mitjana, la part frontal i els laterals en el sector de 35° tenien insercions combinades en forma de cavitat plena d'aliatge d'alumini. El gruix total de l'armadura (horitzontalment) és de 570 (a la part frontal) a 600 mm (a la part inferior) de la torre. El gruix de resistència equivalent de l'armadura de la torreta segons BPS és de 400 mm, segons (KS) - 450 mm. Això va assegurar la protecció de la projecció frontal del tanc quan es disparava amb projectils estrangers de subcalibre acumulats i perforants de 105 mm amb un nucli de carbur de tungstè o aliatge de tungstè quan es disparaven des d'una distància de més de 500 m.
La carrosseria del vehicle debilita l'efecte de la radiació penetrant en 16 vegades, i a les zones contaminades en 18 vegades.

### Armament
L'armament principal era un canó D-68 d'ànima llisa de 115 mm (índex GRAU - 2A21) amb càrrega de cartutx independent. Aquest canó va ser el primer canó de sèrie soviètic de 115 mm. La munició transportada era de 40 cartutxos. A més, es va emparellar una metralladora PKT de 7,62 mm amb la pistola. La capacitat de munició de la metralladora era de 2.000 cartutxos.

### Vigilància
Per apuntar, es va utilitzar un telèmetre de visió de tanc monocular TPD-43B. La vista tenia una estabilització independent del camp de visió vertical. A més, es va instal·lar el visor nocturn TPN-1-432 al tanc.
Comunicació externa del vehicle al llarg de l'estació de ràdio R-123

### Mobilitat
La central elèctrica era un motor dièsel PDP de dos temps de dos eixos 5TDF. La potència del motor era de 700 CV. Amb. La transmissió tenia dues caixes de canvi a bord amb elements de fricció. El motor amb la transmissió i els seus elements de manteniment es van col·locar al compartiment motor-transmissió, que tenia un volum de només 2,4 m³.
El xassís T-64 té 6 rodes de carretera de doble banda a cada costat. El diàmetre de cada corró és de 550 mm. Els corrons estaven en suspensions individuals i tenien una absorció interna de xoc. Als corrons 1, 2 i 6 hi ha amortidors telescòpics hidràulics. A més dels rodets de suport, hi ha 4 rodets de suport d'una sola banda cadascun, també amb absorció de cops interna. Els suports centrals s'instal·len al llarg de l'eix longitudinal del dipòsit, en el qual els eixos de torsió escurçats es fixen coaxialment. A la part posterior del vehicle hi ha rodes motrius que condueixen pistes amb juntes de goma-metall de tipus paral·lel. A la part davantera del motor sobre oruga hi ha unes rodes de guia de fosa amb un mecanisme de tensió de la pista.

## Historial del servei

### Unió Soviètica
El T-64 va entrar en servei el 1967 amb la 41a Divisió de Tancs de la Guàrdia al Districte Militar de Kíev, el suggeriment era que això era prudent a causa de la proximitat de la divisió a la fàbrica, i problemes significatius durant la inducció al servei que requerien una presència constant de personal de suport de fàbrica amb la divisió durant l'acceptació i la tripulació inicial i la formació del personal de servei en el nou tipus. Sembla que el tanc va romandre en secret a Occident durant alguns anys entre la seva entrada en producció en la primera meitat de la dècada de 1960 i l'acceptació oficial en l'Exèrcit Soviètic el 1967.

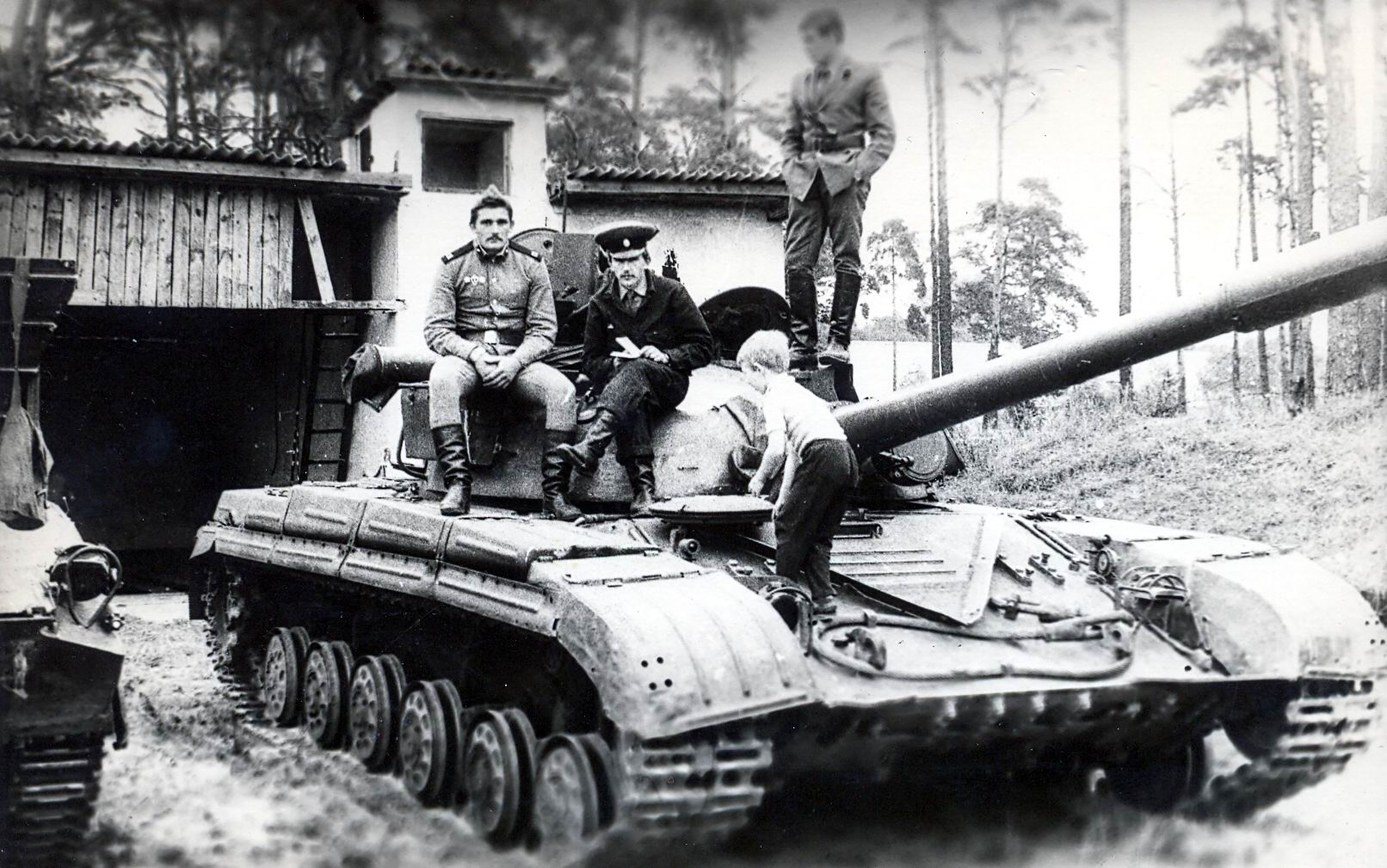
Un T-64 del GSSD a Perleberg

El T-64A va començar a desplegar-se als districtes militars occidentals de la Unió Soviètica durant la dècada de 1970, i va ser gradualment desplegat a unitats de primera línia del Grup de Forces Soviètiques a Alemanya de l'Est i tropes soviètiques als estats veïns del Pacte de Varsòvia. La primera unitat GSFG a rebre el T-64A va ser la 14a Divisió de Fusellers de la Guàrdia a Jüterbog, que es va convertir en la 32a Divisió de Tancs de la Guàrdia el 1982. Quan l'OTAN va detectar el nou tanc després de ser desplegat per primera vegada a Alemanya de l'Est, inicialment va ser identificat erròniament com el T-72. El T-64 va servir principalment amb unitats de tancs soviètiques al nord-est d'Alemanya que formaven part del 2n Exèrcit Blindat de la Guàrdia, el 3r Exèrcit i el 20è Exèrcit de la Guàrdia, tot i que va començar a ser eliminat i reemplaçat pel T-80BV/T-80U abans que les tropes soviètiques es retiressin d'Alemanya a finals de la dècada de 1980 i principis de la de 1990. No obstant això, quan les tropes soviètiques es van retirar d'Alemanya, dues divisions i la 6a Brigada de Fusellers de la Guàrdia Separada encara operaven el T-64.
El setembre de 1990, la Unió Soviètica tenia 3.982 T-64 en servei a l'oest dels Urals, amb 2.091 d'aquests a Ucraïna. Durant el període soviètic, el T-64 mai va ser exportat.

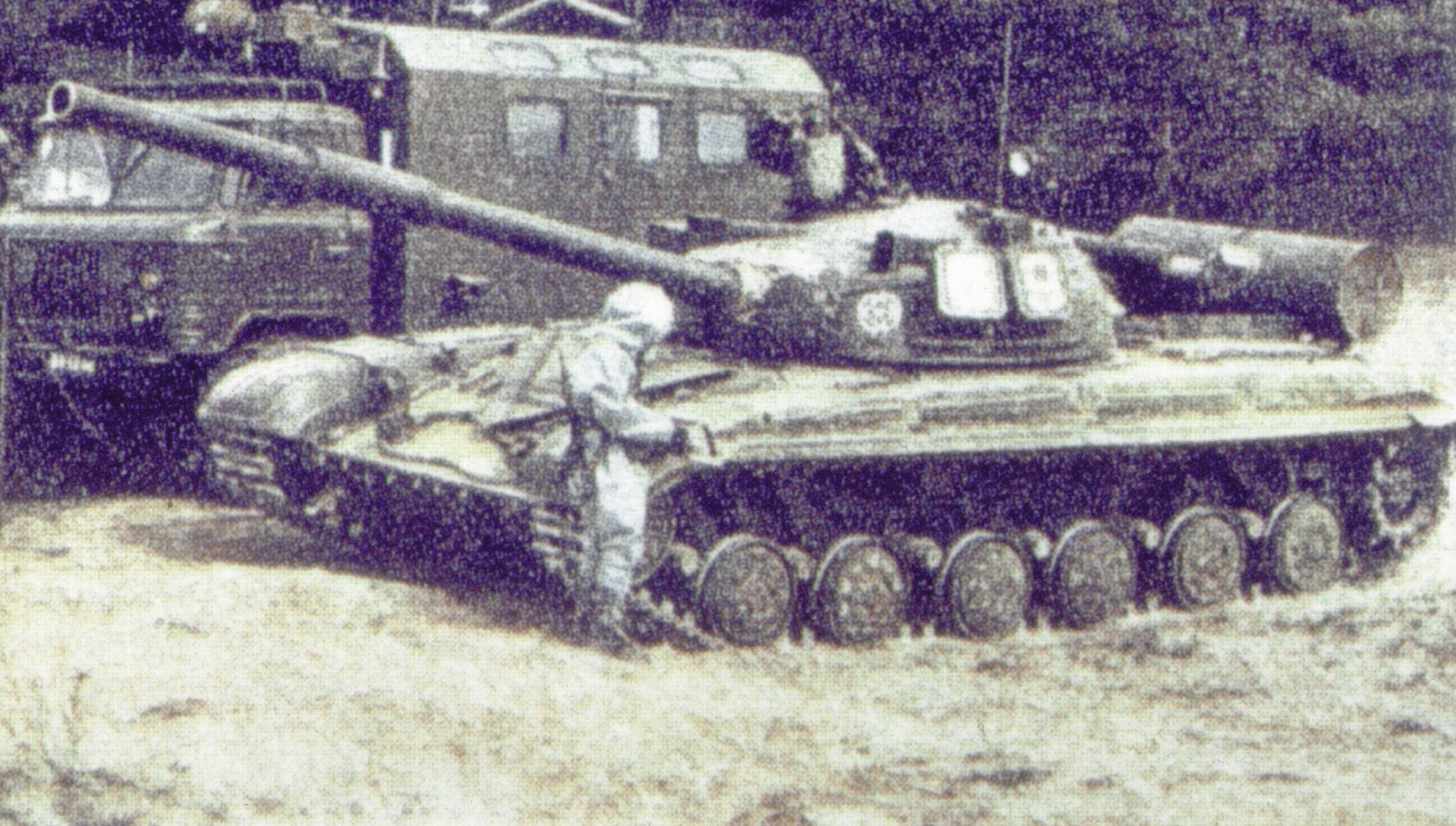
Un T-64 amb soldats amb vestit NBQ en la dècada dels 80.

Normalment s'informa que el T-64 no va ser utilitzat en la Guerra Afgano-Soviètica, ja que el 40è Exèrcit Soviètic que es va desplegar allí va utilitzar tancs T-54/55 i T-62, possiblement a causa de la limitada utilitat dels tancs en la guerra de muntanya. Un petit nombre de tancs T-64 van ser provats a l'Afganistan durant el gener de 1980, però van ser ràpidament retirats sense veure combat perquè els seus motors no van funcionar bé a l'altura necessària per a les operacions afganeses.

### Era postsoviètica
Després de la dissolució de la Unió Soviètica el 1991, les noves Forces Terrestres russes van decidir estandarditzar la flota de tancs amb el T-72 i el T-80, i els T-64 van ser gradualment posats en reserva o desballestats.
El juny de 1992, 18 antics tancs T-64BV soviètics de la 59a Divisió de Fusellers de la Guàrdia Militar del Districte Militar d'Odessa van ser agafats per l'Exèrcit de Transdnièster, lluitant a la Guerra de Transnístria. Dos T-64 van ser deshabilitats per les tropes de les Forces Terrestres de Moldàvia prop de Bender durant els contraatacs de Transnístria, un dels quals va ser eliminat per un canó antitanc MT-12 de 100 mm. Aquestes accions van ser el primer ús de combat del tanc.

#### Guerra al Donbàs
Ucraïna va desplegar els seus T-64 durant l'esclat inicial de la guerra al Donbàs. Al voltant de 300 T-64 ucraïnesos van ser perdudes per l'acció enemiga el 2014. Almenys 20 van ser abandonats durant les retirades desordenades i posteriorment capturats per separatistes prorussos de la República Popular de Donetsk i la República Popular de Luhansk. El juny de 2014, Rússia va començar a reactivar els T-64 de les seves reserves i també els va donar als separatistes. Donar excedents T-64 als separatistes era vist com a rendible, perquè l'exèrcit rus ja no tenia cap ús per als tancs i podien ser transmesos com a exemples individuals capturats de l'Exèrcit Ucraïnès. Els funcionaris d'intel·ligència dels Estats Units van assenyalar que "Rússia afirmarà que aquests tancs van ser agafats de les forces ucraïneses... estem segurs que aquests tancs van venir de Rússia." Els T-64 separatistes donats per Rússia es podrien distingir per la seva manca de marques i actualitzacions ucraïneses. A principis de 2022, els exèrcits separatistes operaven col·lectivament una mica més de 100 T-64 de diverses marques i configuracions.
Hi havia al voltant de 40 T-64BV estacionats a Crimea el febrer de 2014. Rússia inicialment es va apoderar d'aquests tancs després de la seva annexió de la península, tot i que van ser retornats al govern ucraïnès al juny.

#### Àfrica
Cinc T-64 van ser lliurats a les forces d'UNITA en algun moment durant la Guerra Civil angolesa. L'origen d'aquests tancs no és clar, però alguns d'ells també van ser capturats per les forces del MPLA. Segons proves de vídeo, almenys un va ser destruït en combat.
Les Forces Armades de la República Democràtica del Congo van rebre 25 T-64B1M des de finals de 2016. Van ser vistos a mitjan 2017 patrullant a Kasai durant la rebel·lió de Kamwina Nsapu.

#### Invació Russa d'Ucraïna
Els T-64 van ser utilitzats tant per Ucraïna com pels separatistes prorussos durant la invasió russa d'Ucraïna de 2022. Durant les primeres fases de la invasió, les forces russes van capturar una sèrie de T-64 ucraïnesos, que van passar als separatistes.
Les tripulacions del T-64 han estat cridades a actuar com a artilleria que condueix a l'escassetat de municions de 125 mm. Les tripulacions dels tancs T-64 depenen d'helicòpters d'atac i drons, després de disparar a un objectiu, mouen posicions i disparen de nou. Si les forces russes envien infanteria directament al camp de batalla, les tripulacions del T-64 han de donar suport directament a la infanteria. El 21 de desembre de 2022 l'administració Biden va anunciar un paquet d'ajuda amb 100.000 rondes addicionals de munició de tancs de 125 mm per primera vegada.
Per fonts d'Oryx van calcular que durant el conflicte, el bàndol rus ha perdut en total 98 tancs T-64 de totes les variants, dels quals 78 són destruïts i 3 són capturats, la major part són T-64BV. El bàndol Ucraïnès ha perdut en total 589 de totes les variants, dels quals 420 són destruïts i 96 capturats, la major part són T-64BV.

## Modificacions

### Soviètics i Russos

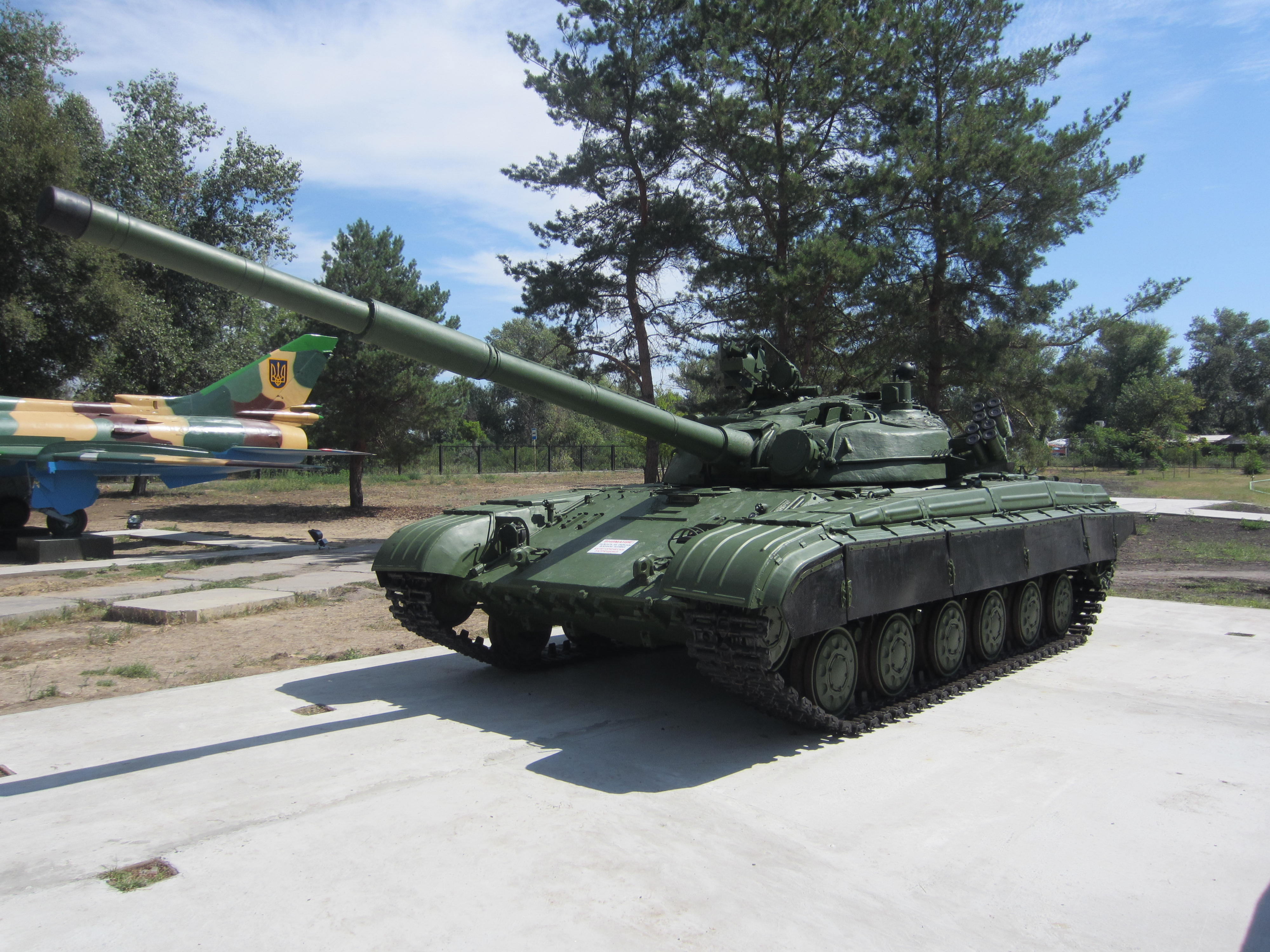
Un T-64

- Un T-64Object 432: la versió bàsica, després de posar-se en servei va rebre la designació T-64 amb un canó de 115mm. Aquesta va ser una decisió potencialment arriscada de substituir el carregador humà per un sistema automàtic electrohidràulic, ja que la tecnologia era nova per als dissenyadors russos. La tripulació es va reduir a tres, la qual cosa va permetre una reducció considerable del volum intern i de la silueta visible externa, i en conseqüència del pes, de 36 tones (object 430) a 30,5 tones. L'altura va caure 76 mm.
- T-64: S'han afegit pantalles antiacumulades d'obertura lateral.
- T-64R: Una versió actualitzada amb el vehicle actualitzat al nivell del T-64A . Tots els tancs T-64 produïts després de 1965 van ser modernitzats durant la revisió . Els tancs, produïts els anys 1964 i 1965 , van ser retirats del servei a finals dels anys seixanta .
- T-64A: Un T-64 modernitzat, es va instal·lar un canó llis 2A26 de 125 mm.
  - T-64A obr. 1969: La canonada OPVT es va traslladar als suports a la part posterior de la torreta, es va eliminar el suport de transport Luna i van aparèixer caixes AT-1 al costat esquerre de la torreta.
  - T-64A obr. 1972: S'ha introduït un sistema de control remot a la cúpula del comandant. S'han millorat els amortidors del xassís, s'han afegit dues parades (limitador de recorregut del rodet) a cada costat.
  - T-64A obr. 1975: Es van instal·lar dipòsits de combustible addicionals al parafang dret en lloc de caixes de recanvis, i es va afegir una caixa de recanvis a la part posterior de la torreta. El canó de la pistola va rebre una carcassa de protecció tèrmica Sistema Brodi un motor multicombustible.
  - T-64A obr. 1981: Es van introduir pantalles laterals sòlides. Sistema de cortina de fum "Tucha".
  - T-64AK: Versió de comandament del tanc T-64A. No hi ha ZPU. La torre està equipada amb un dispositiu d'antena combinat.
  - T-64AM: Una variant del tanc T-64A amb un motor 6TD. Va ser adoptat per al servei, però no es va produir en massa i no va entrar en servei amb les tropes.
- T-64B: Una versió modernitzada del tanc T-64A. Amb amb el sistema de defensa de míssils 9M112 Cobra, un nou sistema de control de foc amb un ordinador balístic i un telèmetre de visió quàntica. No hi ha cap tub de telèmetre a la torreta, s'ha afegit un sensor de vent lateral a la part posterior de la torre i s'ha afegit un emissor de VHF a la part davantera dreta.
  - T-64B obr. 1981: Es van introduir pantalles laterals sòlides. Sistema de cortina de fum "Tucha".
  - T-64BK: Tanc de comandament T-64B. La diferència externa del T-64B és la presa de la segona antena de ràdio a la torre.
  - T-64B1: Una variant del tanc T-64B sense alguns elements del complex d'armes guiades (estació de guia, míssils guiats, etc.).
  - T-64BM: una variant del tanc T-64B amb un motor 6TD, és un motor dièsel de 6 cilindres multicombustible de dos temps turbopistó amb una potència de 1000 CV.

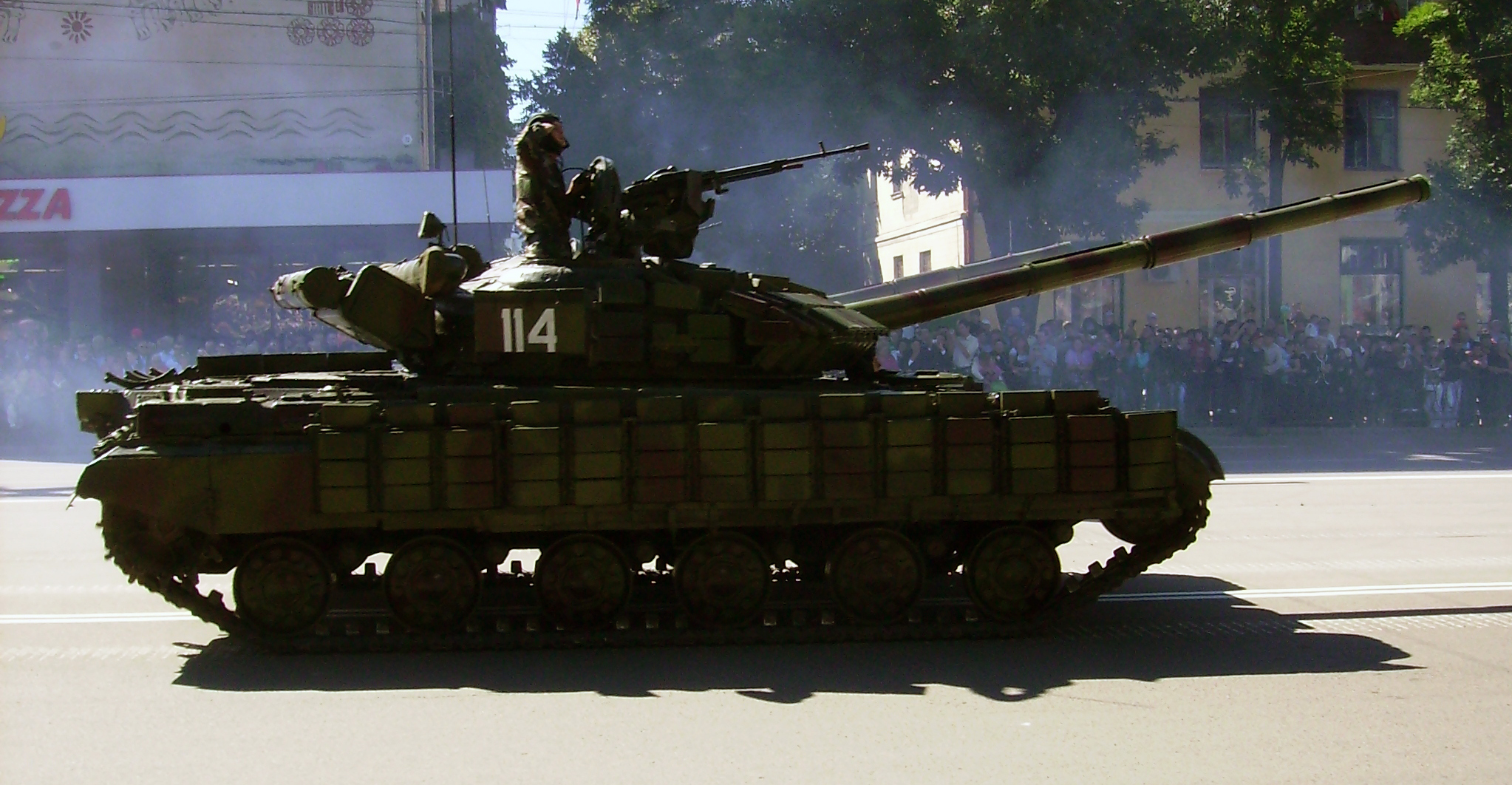
Un T-64BV

  - Un T-64BVT-64BV: una variant del tanc T-64B amb protecció dinàmica Kontakt-1 muntada. S'ha reforçat l'armadura del front del casc.
  - T-64BVK: tanc de comandament T-64BV. La diferència externa del T-64BV és la presa de la segona antena de ràdio a la torre.
  - T-64B1V: una variant del tanc T-64B1 amb protecció dinàmica muntada.
- T-64M: versió milllorada del T-64A amb blindage compost addicional a la torreta.
  - T-64M obr. 2022: Els tancs d'aquest model van rebre una nova mira tèrmica 1PN96MT-02 en lloc de l'òptica antiga, però sense blindatge l'ERA.[20]
  - T-64MV: una variant del tanc T-64M amb protecció dinàmica Kontakt-1 muntada

### Ucraïna

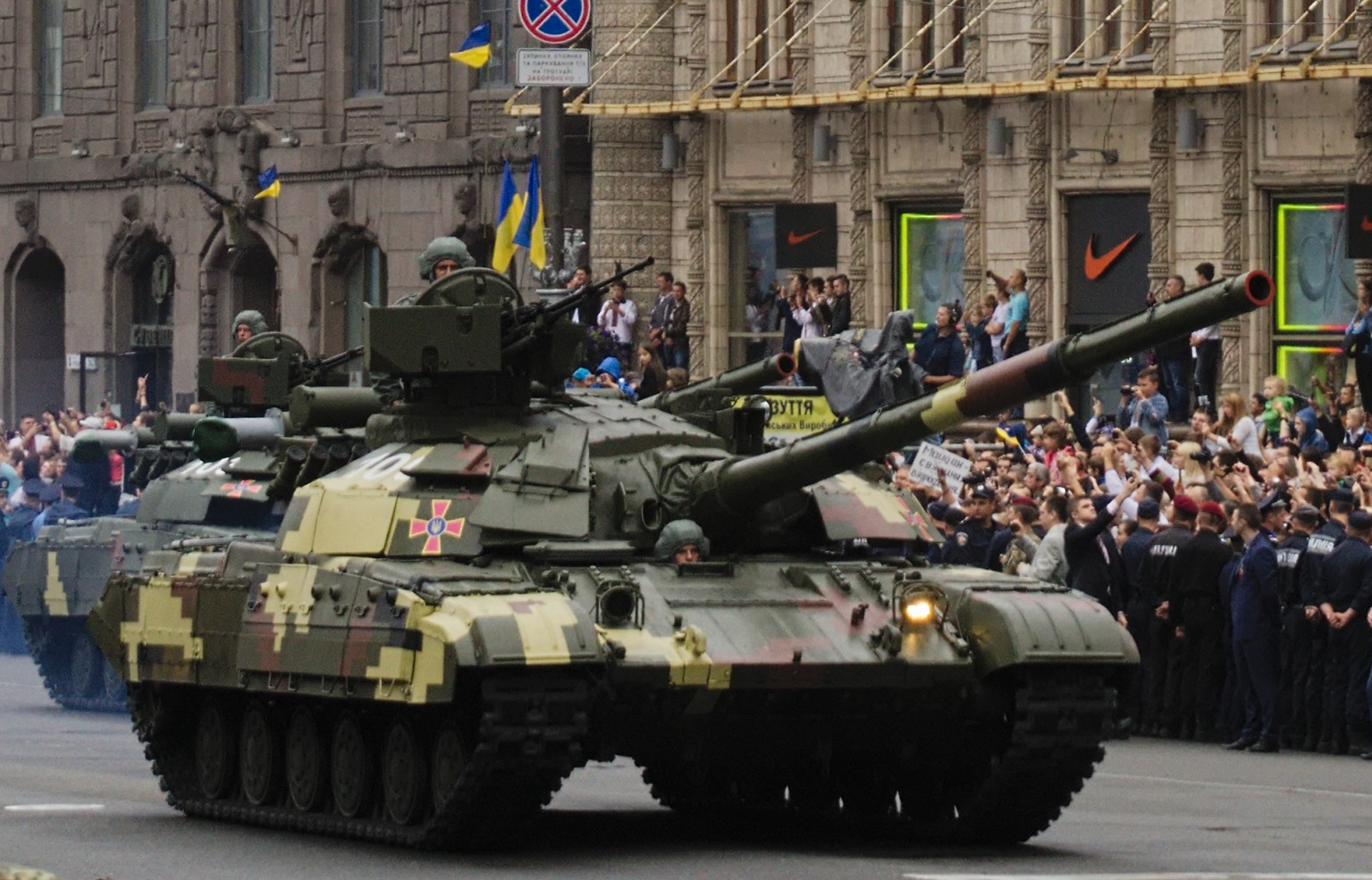
Un T64BM Bulat

Després de la dissolució de la Unió Soviètica, Ucraïna va efectuar una sèrie de millores als seus T-64 que van acabar en 1999 per KMDB:
- T-64BM Bulat: Modificació ucraïnesa del tanc T-64B amb nou blingatge ERA Nizh. Desenvolupat per KMDB que porta el nom de Morozov, el treball de modernització el porta a terme ZTM. Malyshev, en total, unes 25 empreses del complex militar-industrial d'Ucraïna estan implicades en el programa de modernització.[21]
- T-64E: Modificació moderna d'Ucraïna amb un motor 5TDFE amb una potència de 850 (900) CV. Amb. i APU amb una potència de 10 kW. Equipat amb un sistema de control de foc modernitzat , un sistema de defensa de míssils Duplet, un sistema d'armes guiades Kombat i un canó antiaeri de 23 mm en una torreta controlada a distància.
- T-64B1M: Versió simplificada d'Ucraïna de la modernització dels tancs T-64B1, creada a la planta blindada de Khàrkiv. El tanc està equipat amb una protecció dinàmica integrada, que millora la protecció de la torreta, part frontal del casc i lateral. A la part posterior de la torreta hi ha un nínxol per a municions i equipament.
- T-64BM1M: Versió ucraïnesa de la modernització del T-64 amb protecció dinàmica "Duplet" i un nínxol muntat a la torreta.
- T-64BM2 Bulat: Modificació d'Ucraïna amb un motor 6TD-1 amb una potència de 735 kW (1000 CV ).[22]
- T-64BV Zr 2017: El 2019, Ukroboronprom va informar que la planta blindada de Khàrkiv (KhBTZ) havia lliurat més de 100 tancs actualitzats a les Forces Armades d'Ucraïna.[23] Els tancs actualitzats van incloure noves imatges tèrmiques per a tota la tripulació, eliminar el focus d'infraroig Luna, incloure la visió nocturna ucraïnesa TPN1-1-TPV en lloc de la TPN1-49-23, mòduls de blindatge reactiu de Nizh dissenyats per a la substitució de les torretes T-64BV, la unitat de navegació per satèl·lit SN-4215 i la ràdio digital Lybid K-2RB (sota llicència de Motorola) proporcionant comunicacions segures amb un abast de 70 km. L'agost de 2019, Ukroboronprom va anunciar que la Planta blindada de Lviv (LBTZ) també havia començat a modernitzar els T-64 amb l'estàndard de 2017.[24]
- T-64BV Zr. 2022: A principis de 2022 es va informar que Ukroboronprom estava provant una altra modernització del T-64BV, ordenada pel Ministeri de Defensa d'Ucraïna. El tanc compta amb "noves unitats de vigilància i albirament de tercera generació" i està equipat amb una nova metralladora pesada Snipex Laska K-2 de 12,7 mm. Disposa de "noves emissores de ràdio actualitzades" i "sistemes de navegació, interns i externs de comunicació que compleixen plenament els estàndards de l'OTAN". Els tancs de combustible exteriors ara també estan protegits per plaques d'acer de 12 mm.
- T-64-55: és un híbrid d'un tanc mitjà i principal amb un xassís del T-64 i una torreta del T-55.[25]

## Versions

### Soviétics

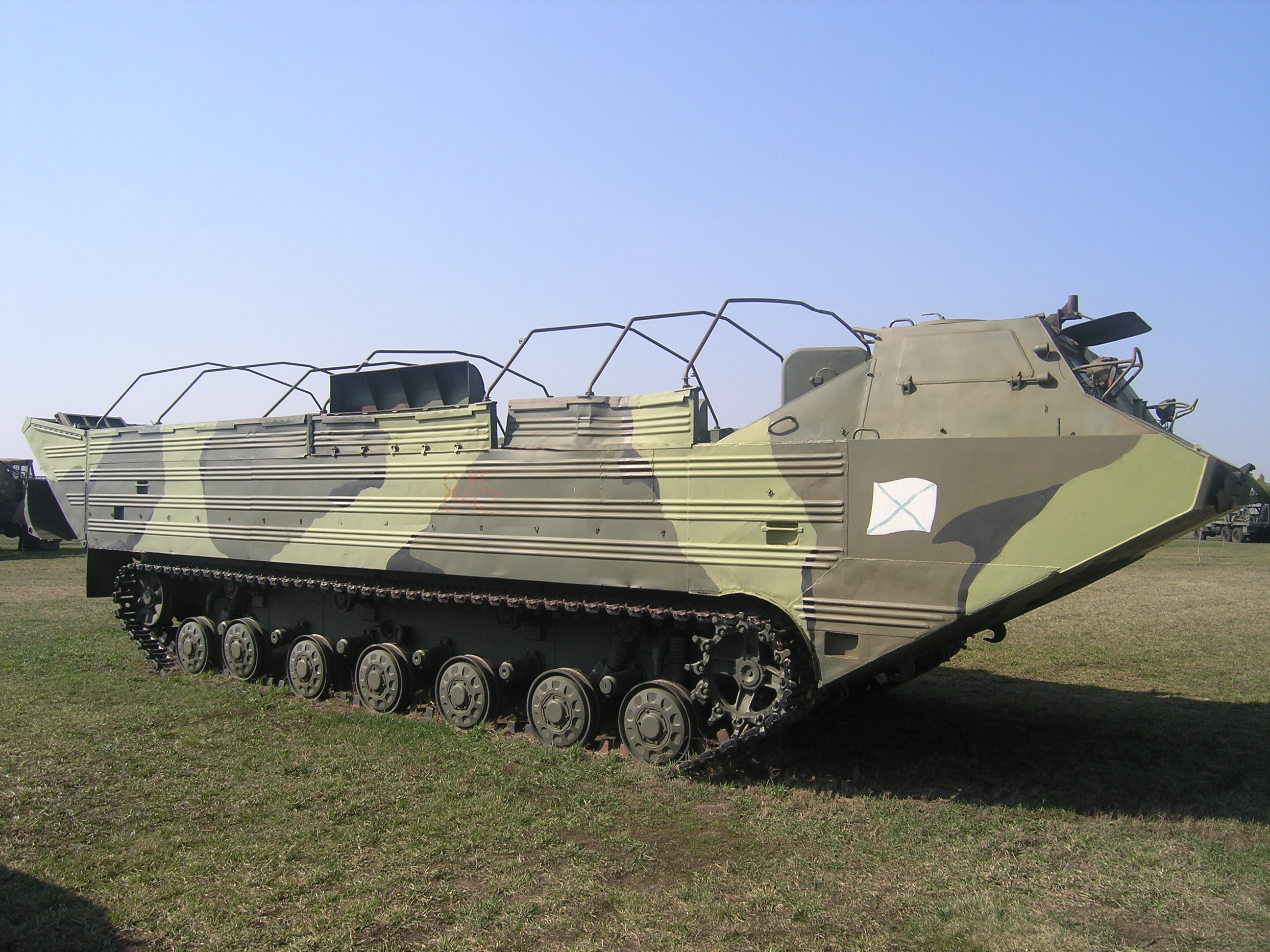
Un PTS-2

- PTS-2: Vehicle amfibi sobre el xassís d'un T-64
- MDK-3: Excavadora de rasa rotativa.
- MT-T: Transportador-tractor de oruga multiusos pesat.
- BAT-2: Vehicle de muntatge de via basat en el tractor MT-T
- Object 004: Modificació experimental de 1965 . Es distingeix per la instal·lació d'un motor de turbina de gas GTD-3TP més potent i econòmic, amb una potència de 950 CV.
- Object 287: és un tanc de míssils soviètic  experimental.
- Object: 289: És un projecte de tancs de turbina de gas. Es diferencia del T-64 en la instal·lació de motors bessons de turbina de gas GTD-T o GTD-450T, amb una potència de 450 CV.
- Object 619V: és una modificació experimental del T-64 amb embarcació PST-63A
- Object 772: és un projecte d'un tanc de míssils soviètic.
- Object 775: és un tanc de míssils soviètic experimental.

### Ucraïna
- BMPV-64: És un vehicle de combat d'infanteria pesada basat en el xassís del tanc T-64.
- UMR-64: Un vehicle blindat pesat.
- GPM-64: Cotxe de bombers de pista basat en el T-64.
- BMR-64: És un vehicle blindat de neteja de mines.[26]
- KhTV-64: És un simulador de conducció corrent

## Operadors

### Actuals
- Països on tenen un T-64 Rússia: Aproximadament 4.000 el 1995. El 2014, Rússia tenia aproximadament 2.000 persones que havien quedat fora de servei i es creia que havien de ser destruïdes,[27] segons l'OTAN[28] i el Departament d'Estat dels Estats Units.[29]

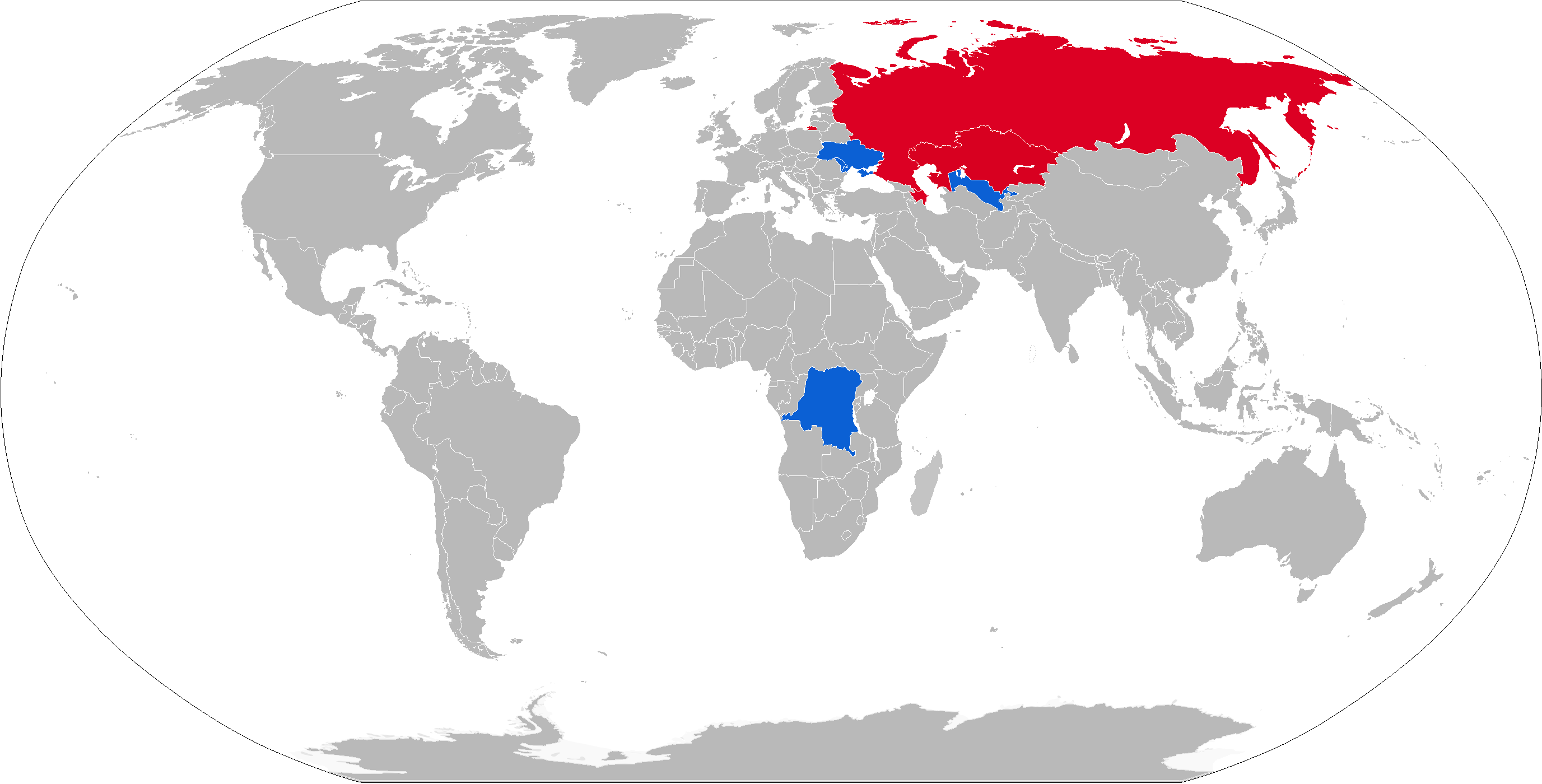
Països on tenen un T-64

- Ucraïna: El 2020, Ucraïna tenia més de 720 T-64BV 2017, T-64BM Bulat i T-64BV en servei, i 578 T-64 en emmagatzematge.[30] L'agost de 2019, la fàbrica de Vehicle cuirassat de Khàrkiv (KhBTZ) d'Ucraïna havia actualitzat més de 150 T-64BV al nou estàndard Model 2017, i la fàbrica de Vehicle cuirassat de Lviv (LBTZ) també havia començat a lliurar aquest model.[31]
- Uzbekistan, 100 en servei a partir de 2017.[32]

### Antics
- UNITA: 5 utilitzats en la Guerra Civil angolesa; la procedència d'aquests tancs no està clara.
- Kazakhstan: aproximadament 50 en 2011. Tots han estat desballestats des de llavors.[33]